# マインツ大聖堂
マインツ大聖堂（マインツだいせいどう、独: Mainzer Dom）は、ドイツのマインツにあるロマネスク建築の大聖堂。正式名称はザンクト・マルティン大聖堂（Hohe Dom St. Martin、聖マルティンの意）。マインツ大聖堂は1000年前に建てられ、マーケット広場の南側にある。
マインツ大聖堂はライン川に近く、好天の日には川の向こう側から大聖堂が見える。

## 歴史
ヴィリギス大司教は975年オットー朝の形式で新しい大聖堂の建築を命じた。彼はローマ・ドイツ王の戴冠式の権力を守るためにこの建物を建てたと言われる。戴冠権の存在が問題になったことは990年代頃に始まったため、完成までの期間が極めて短いことにこの理論は反するものである。一方、聖シュテファン教会の奉献は997年とされており、同じ都市に2つの大規模な教会建設現場が同時に建設される可能性は低いことから、建設が開始されたのは10世紀末になったと言われる。
新しい大聖堂は教区教会として不必要だったため、主に信者に奉仕することを目的したものではなく、オットー朝帝国における帝国大宰相としての重要性を示すことが目的だった。マインツ大聖堂はローマの建物に認識でき、当時のサン・ピエトロ大聖堂に影響を受けている。
マインツ大聖堂は第二次世界大戦に連合国により爆撃されたが、完全には破壊されなかった。

## ギャラリー

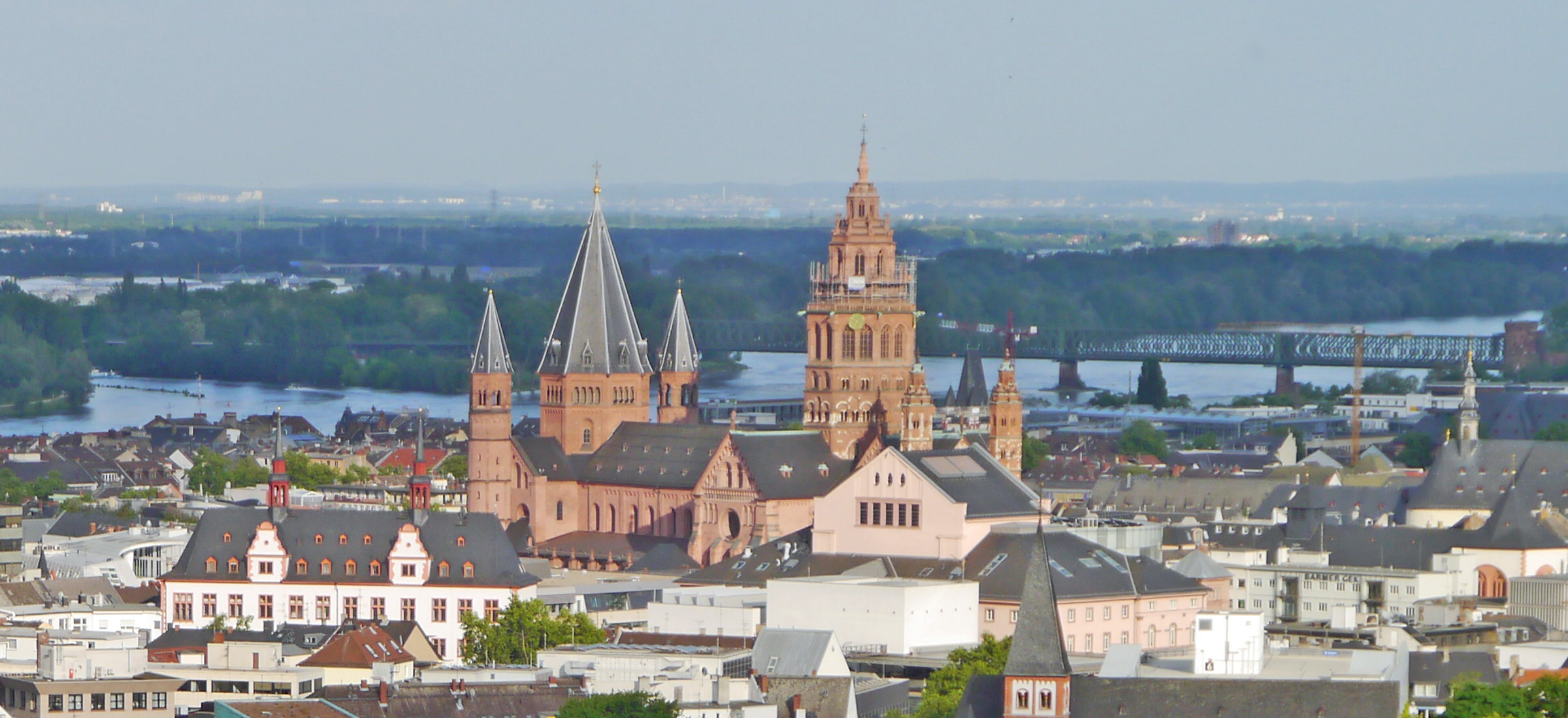
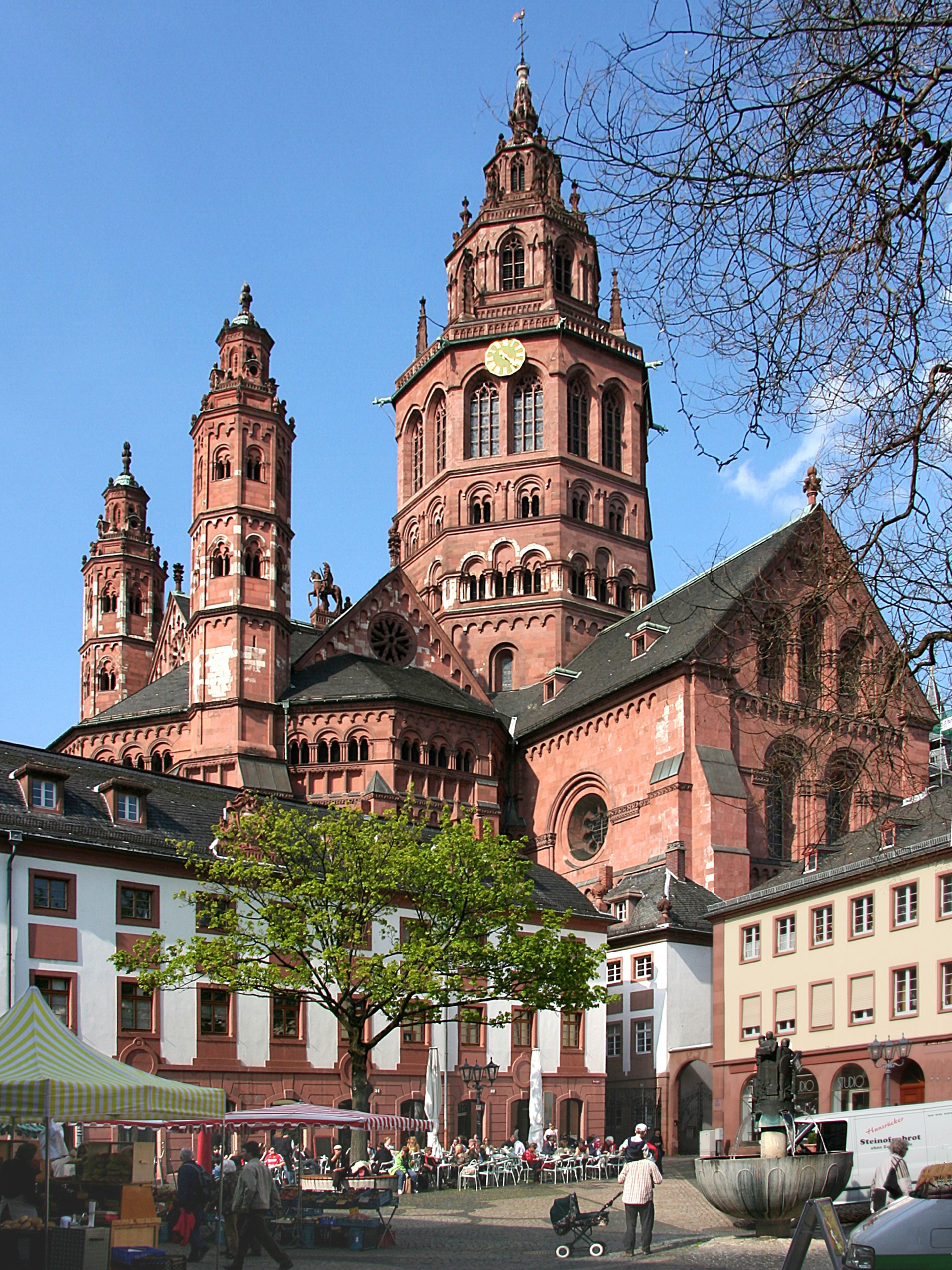
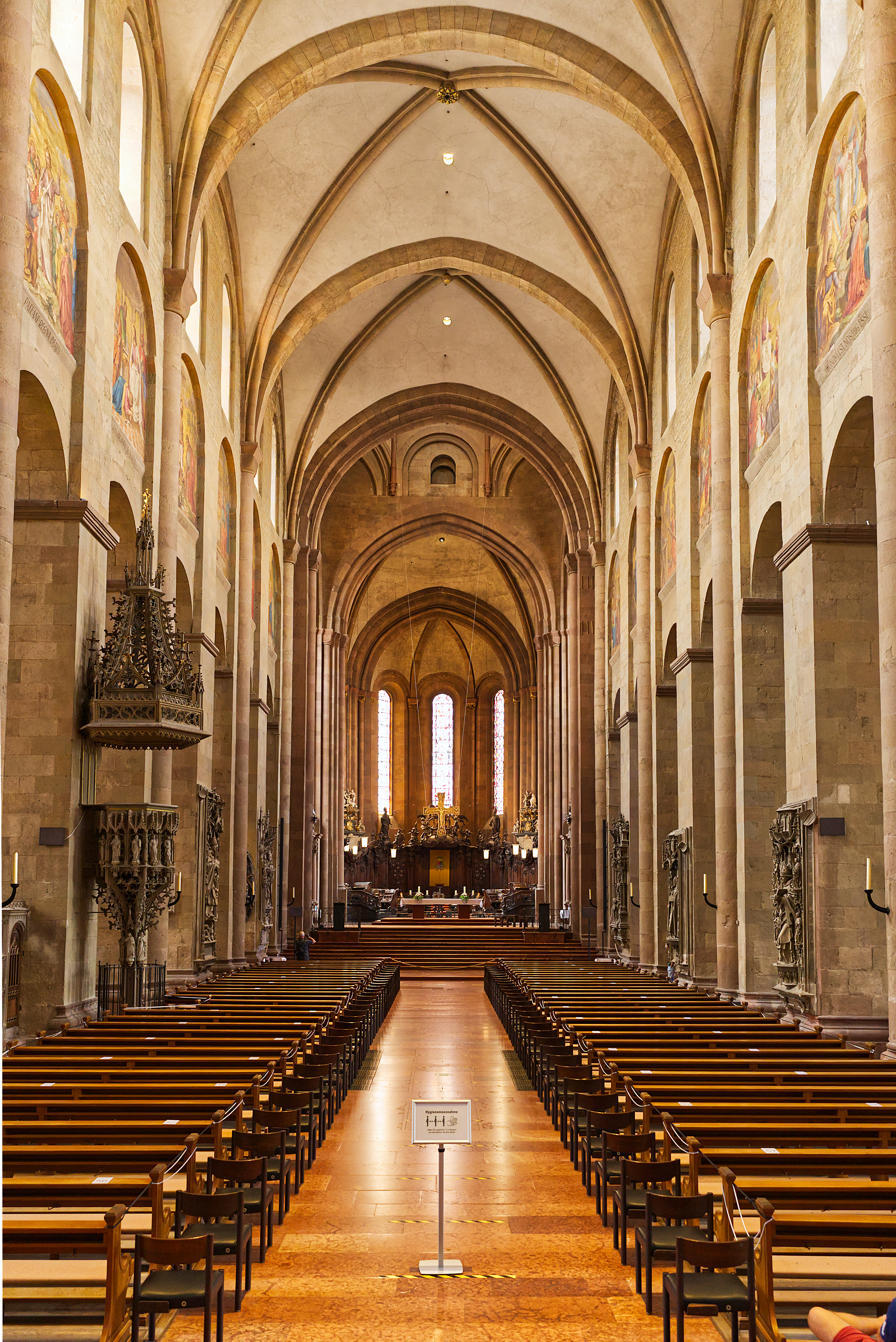
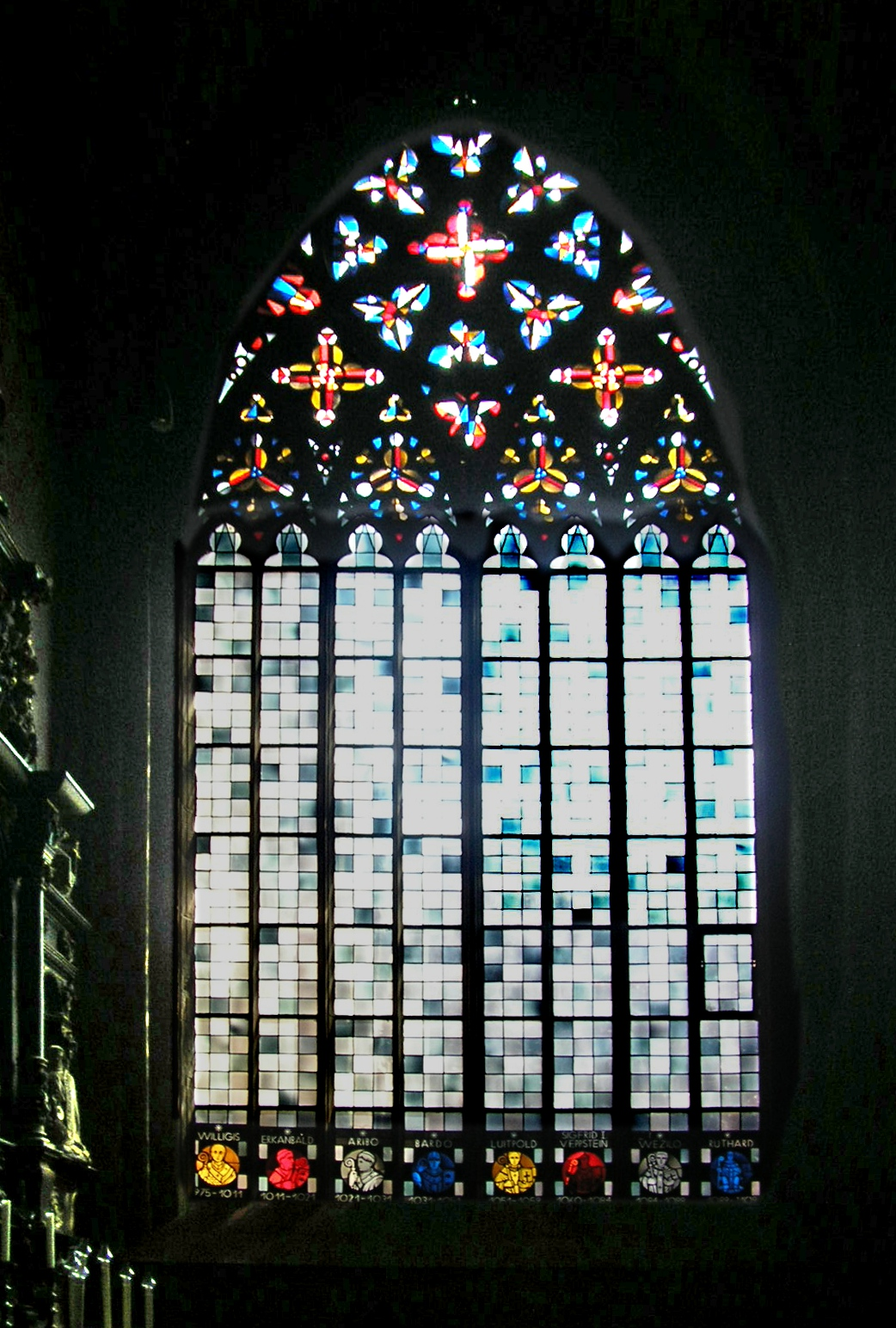